# Chris Milicich
Chris Milicich es un entrenador de fútbol neozelandés que dirige al Waitakere United. 
Ganó con el seleccionado Sub-20 de Nueva Zelanda el Campeonato Sub-20 de la OFC en las ediciones de 2011 y 2013. Los otros títulos de su carrera como técnico los logró en el Waitakere United, ganando con la franquicia participante del Campeonato de Fútbol de Nueva Zelanda la Liga de Campeones de la OFC 2007 y 2007/08 y el NZFC 2007/08.

## Carrera
En 2004 fue designado como el primer entrenador del recién fundado Waitakere United, una de las ocho franquicias formadas para disputar la recién creada liga neozelandesa. Sin embargo, tras perder le final del torneo ante el Auckland City, Milicich dejó el cargo. Aunque volvería al club en 2007 para ganar la Liga de Campeones de la OFC en dos ocasiones y un Campeonato de Fútbol de Nueva Zelanda, por lo que en 2009 fue contactado por la Asociación de Fútbol de Nueva Zelanda para hacerse cargo de la selección neozelandesa Sub-20, algo que haría en 2010. Al mando del seleccionado clasificó dos veces a la Copa Mundial tras aclamarse campeón en el Campeonato Sub-20 de la OFC.
En 2014 se hizo cargo del primer equipo de la escuela de fútbol del St Peter's College. A finales de 2015 remplazó a Brian Shelley en el Waitakere.

### Clubes
| Club               | País          | Año         |
| ------------------ | ------------- | ----------- |
| Waitakere United   | Nueva Zelanda | 2004 - 2005 |
| Waitakere United   | Nueva Zelanda | 2007 - 2009 |
| Selección Sub-20   | Nueva Zelanda | 2010 - 2013 |
| St Peter's College | Nueva Zelanda | 2014 - 2015 |
| Waitakere United   | Nueva Zelanda | 2015 - 2019 |

## Palmarés
| Título                | Club             | País          | Año     |
| --------------------- | ---------------- | ------------- | ------- |
| Liga de Campeones     | Waitakere United | Nueva Zelanda | 2007    |
| Liga de Campeones     | Waitakere United | Nueva Zelanda | 2007/08 |
| Campeonato de Fútbol  | Waitakere United | Nueva Zelanda | 2007/08 |
| Campeonato Sub-20 OFC | Selección Sub-20 | Nueva Zelanda | 2011    |
| Campeonato Sub-20 OFC | Selección Sub-20 | Nueva Zelanda | 2013    |